# Замковый камень

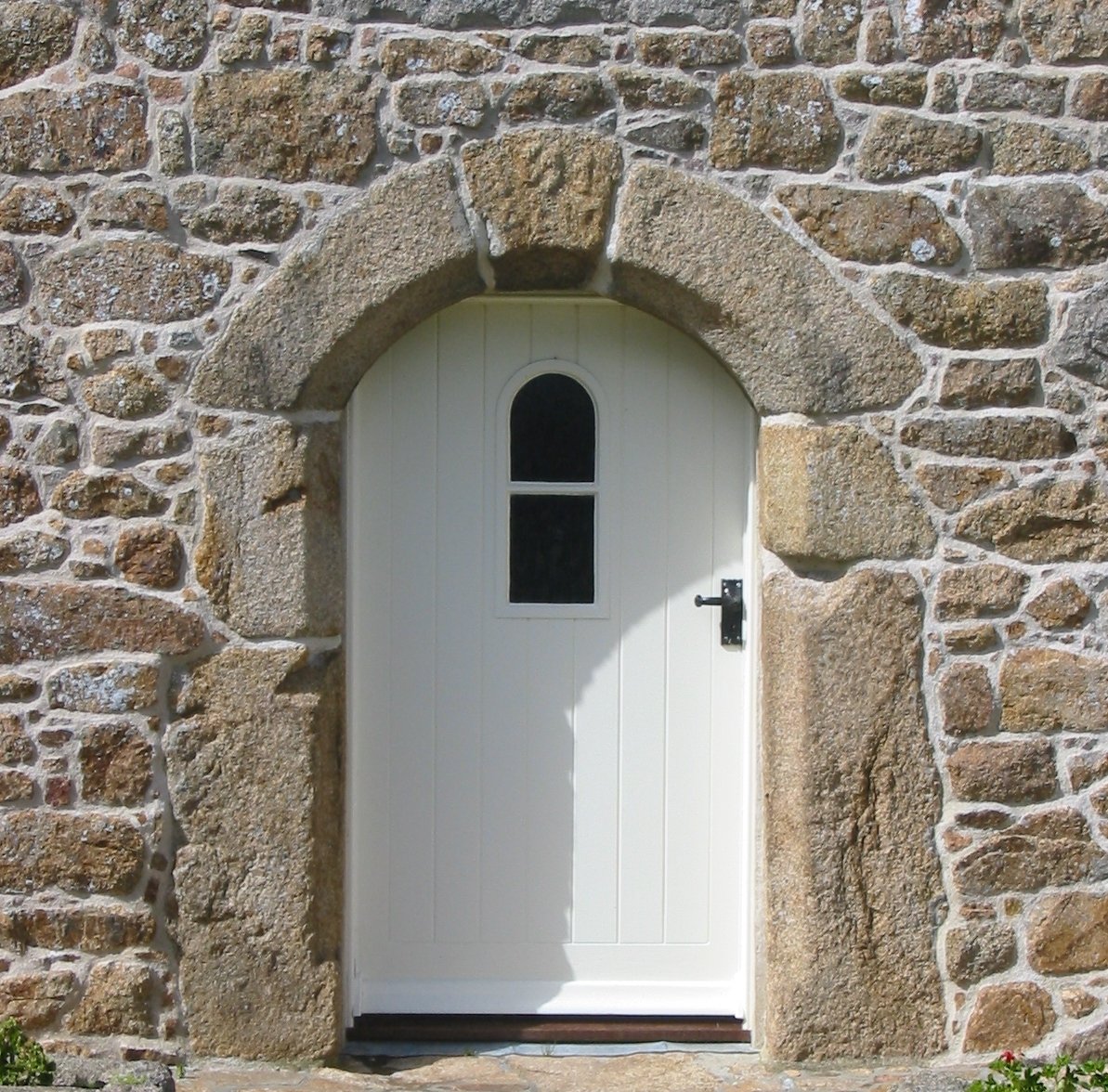
Арка двери с замковым камнем. Сент-Оуэн, остров Джерси

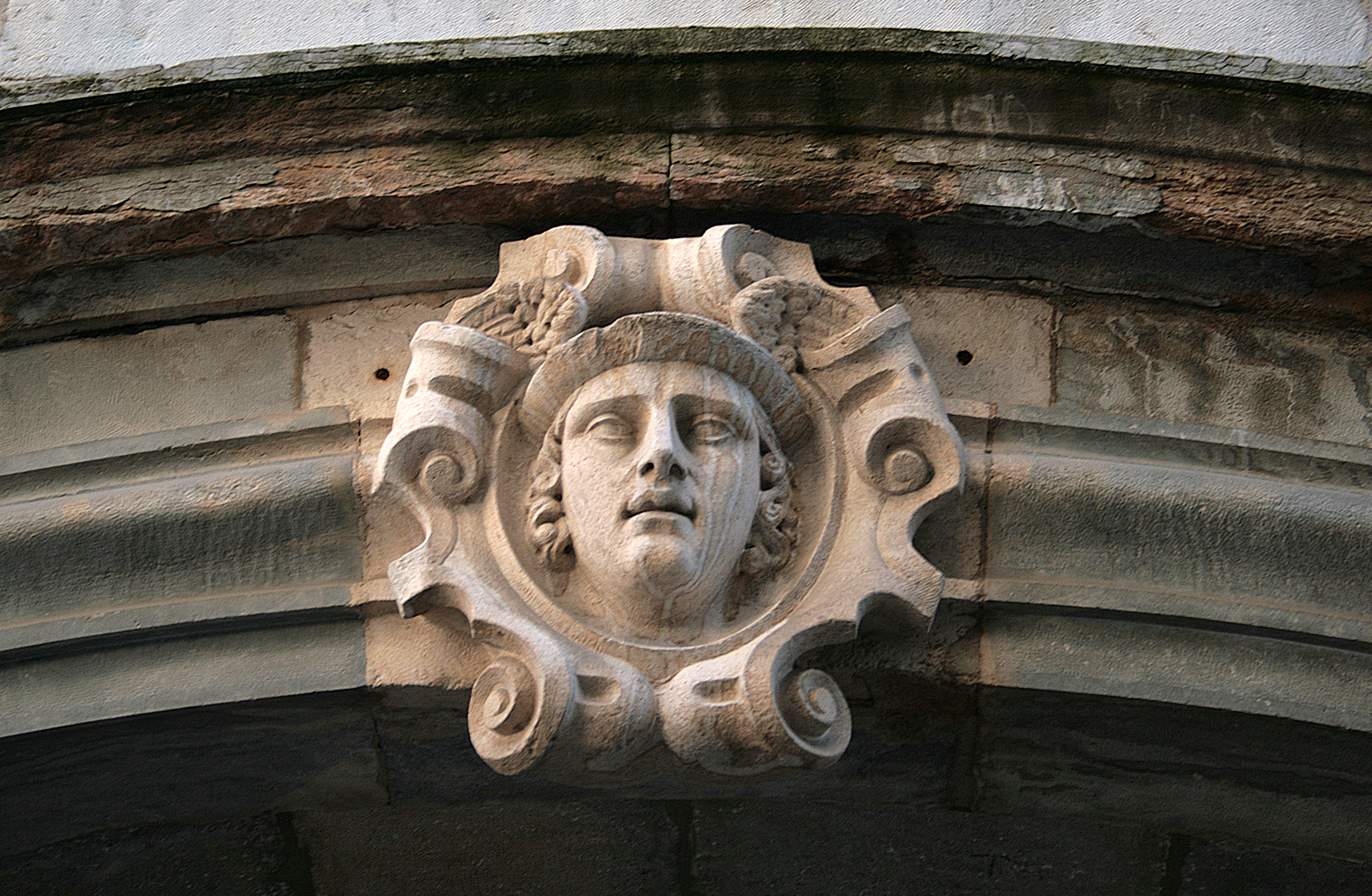
Маскарон, помещённый на замковый камень арки

Замко́вый камень (иногда просто замо́к) — клинчатый камень кладки в вершине свода или арки. При выкладке арки или нервюры свода его вставляют последним и он «запирает» другие клинчатые камни, уравновешивая боковой распор криволинейного перекрытия, отчего вся конструкция приобретает прочность. Отсюда название. Деревянные «кружала» (специальное приспособление, повторяющее кривизну арки или свода), на которые свод опирался в процессе выкладки, после этого разбирают. Другое название замкового камня в средневековой западноевропейской архитектуре — аграф (agrafe со старофр. — «зажим, скрепка»).
Функциональное значение замкового камня подчёркивается его размерами. Он слегка выступает из плоскости арки или архивольта. Замковые камни дополнительно акцентируют скульптурными маскаронами или волютами, рельефными акантами. От замковых камней происходят клинообразные капители византийской и романской архитектуры X—XII веков, а также «веерные замки», состоящие из трёх трапециевидных камней: большого центрального и двух малых (или половинчатых) боковых.
Замковый камень обретает значение художественного тропа в случаях отсутствия функциональной необходимости — например, в центре прямоугольного наличника оконного проёма или портала.
Замковый камень является эмблемой Пенсильвании, так как этот штат был последней, тринадцатой колонией, проголосовавшей за независимость североамериканских колоний.